# Gumercindo Saraiva
Gumercindo Saraiva (Arroio Grande, 13 de janeiro de 1852 — Carovi, Capão do Cipó, 10 de agosto de 1894) foi um militar brasileiro, sendo um dos comandantes das tropas rebeldes (Maragatos) durante a Revolução Federalista.

## Origens
Filho de Francisco Saraiva e Propícia da Rosa, foi estancieiro e caudilho na região de Santa Vitória do Palmar, onde conduzia com força e lealdade as suas terras, sendo conhecido como amigo fiel e inimigo perigoso. Durante os últimos anos do Império, quando era chefe de polícia daquela localidade, chegou a ser simpatizante da causa republicana, mas os partidários locais o desiludiram.
Líder caudilho que arregimentava rapidamente uma montonera, seu prestígio dividia-se tanto pela amizade com seu ilustre amigo Silveira Martins, um dos políticos mais influentes do Império nos anos que precederam a queda do regime monárquico, como também se dava em parte por seus capangas que o cercavam constantemente e os quinze mil hectares de terra e milhares de cabeças de gado que se estendiam pela fronteira sul do Rio Grande. Desde tenra idade adquiriu agilidade ímpar com o cavalo. Aos dezoito anos se juntou a sua primeira montonera, quando ainda vivia no Uruguai. Muitos que constituíam a sua montonera durante a Revolução Federalista eram falantes de espanhol que ele conhecera nessa lida na década de 1870 e começo de 1880. Estes eram provenientes da região de San José, e se autodenominavam maragatos devido à origem dos primeiros colonos dessa região, alcunha pela qual ficou célebre o grupo federalista durante as hostilidades. Depois de viver os seus primeiros 30 anos no Uruguai, em 1883 retorna ao Brasil, onde nascera, fugindo da justiça. Foi também capitão de guerra, comissário de polícia e tropeiro.

## O início da revolução

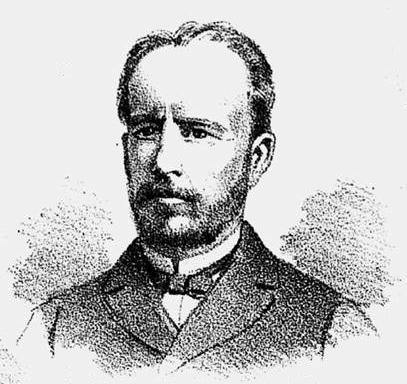
Litografia de Gumercindo Saraiva

Em 1892, o governo de Júlio de Castilhos entra numa fase de instabilidade, o Rio Grande do Sul está em ebulição, de um lado os castilhistas Pica-paus, e do outro os federalistas maragatos liderados pelo General João Nunes da Silva Tavares, o Joca Tavares. Gumercindo, tendo se negado a aderir e assim sendo perseguido pelo castilhismo, e afim de levar a cabo a reforma constitucional parlamentarista do então exilado Gaspar da Silveira Martins, seu patrono político e amigo, resolve voltar ao Uruguai onde os rebeldes estavam formando suas tropas.
Em 2 de fevereiro de 1893, acompanhado por seu irmão Aparício Saraiva e liderando cerca de quatrocentos cavaleiros atravessou a fronteira pelo povoado da Serrilhada, entrando no Rio Grande do Sul, juntando-se aos homens do General João Nunes da Silva Tavares, formando assim o Exército Libertador, contando mais de três mil homens, que em pouco tempo com as adesões, chegaria a doze mil. Consta que um terceiro irmão, Mariano, também teria participado desta revolução. No Uruguai os três irmãos Saraiva (Saravia) eram conhecidos como Os tres de Cerro Largo.
Em 4 de abril de 1893 acontece a primeira batalha com as tropas legalistas (Pica-paus). Depois de vários combates com as forças do governo, percebendo estar diante de um exército melhor preparado e armado, Gumercindo Saraiva  parte para a prática de guerrilha, evita combates convencionais, dispersa as tropas legais para tentar vencê-las depois, em partes, tática esta que deu certo.

## Os maragatos vão ao norte

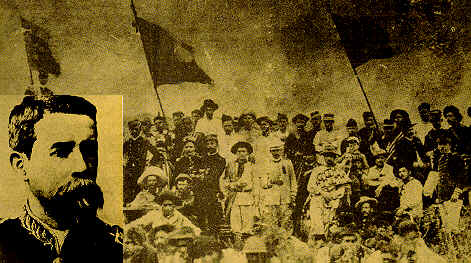
A obstinada resistência oposta às tropas federalistas na cidade de Lapa (Paraná), pelo Coronel Gomes Carneiro, frustrou as pretensões rebeldes de chegarem à capital da República.

Gumercindo Saraiva e sua tropa dirigiram-se para  Dom Pedrito. De lá iniciaram uma série de ataques relâmpagos contra vários pontos do estado, desestabilizando as posições conquistadas pelos legalistas.
Em seguida rumaram ao norte, avançando em novembro sobre Santa Catarina e chegando ao Paraná, sendo detidos na cidade da Lapa, a sessenta quilômetros a sudoeste de Curitiba. Nesta ocasião, o coronel Gomes Carneiro morreu em fevereiro de 1894 sem entregar suas posições ao inimigo, no episódio que ficou conhecido como o Cerco da Lapa.
O almirante Custódio de Melo, que chefiara a revolta da Armada contra Floriano Peixoto, uniu-se aos federalistas e ocupou Desterro, atual Florianópolis. De lá chegou a Curitiba, ao encontro do caudilho-maragato Gumercindo Saraiva.
A resistência da Lapa impediu o avanço da revolução. Gumercindo, então impedido de avançar, bateu em retirada para o Rio Grande do Sul. Morreu em 10 de agosto de 1894, após ser atingido por um tiro desferido de tocaia enquanto reconhecia o terreno na véspera da Batalha do Carovi.

## A volta aos pampas

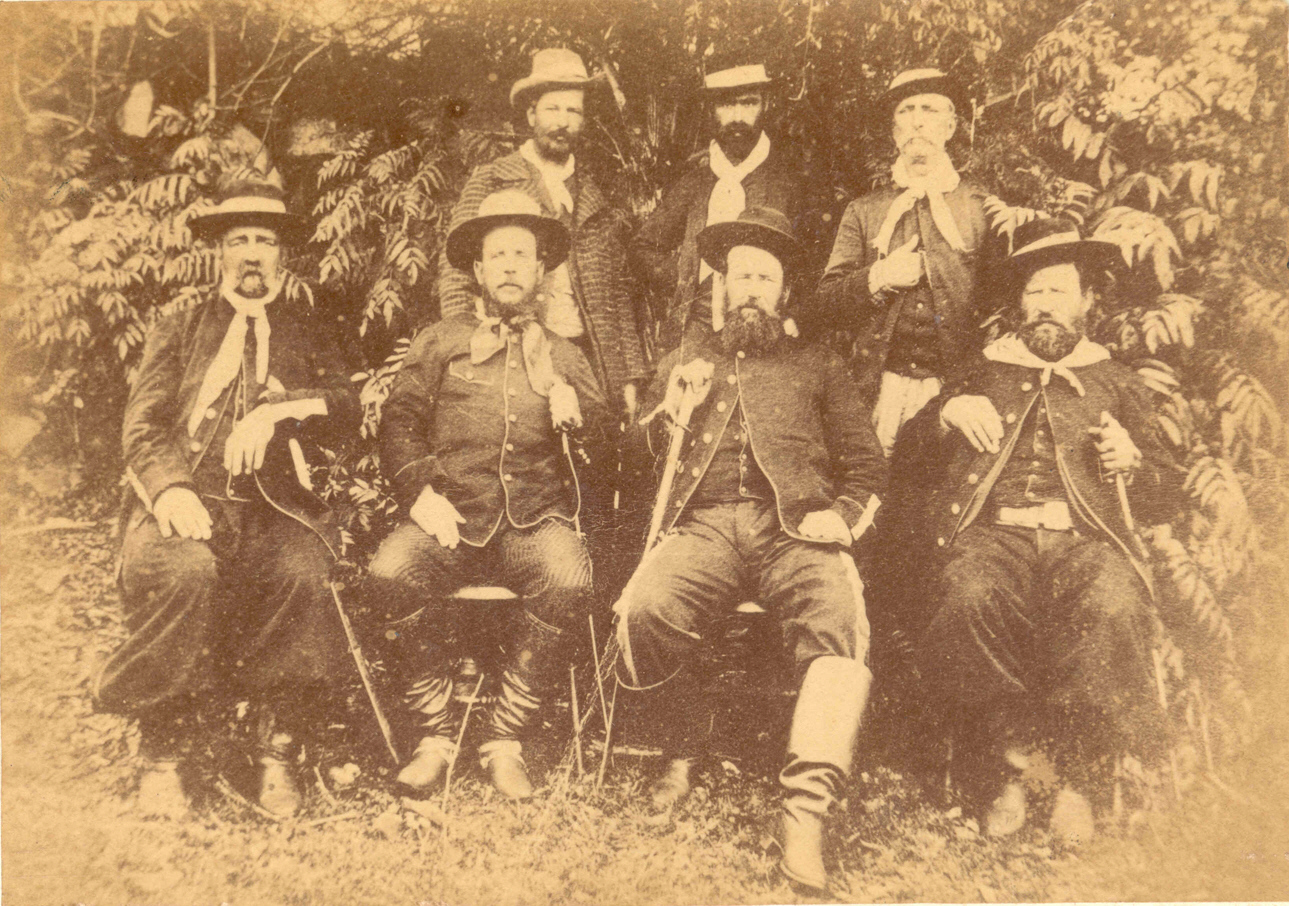
Gumercindo ao lado do irmão Aparício Saraiva, ambos ao centro, na Revolução Federalista 1894

Após a queda da Lapa, rumou para Curitiba que encontrou completamente desguarnecida, partindo em seguida para Ponta Grossa, onde enfrentou as tropas legais que haviam recebido reforços de São Paulo, obrigando-o a recuar, iniciando assim a retirada e seu retorno ao Rio Grande do Sul, agora acossado pelas tropas do governo.
Em marcha pelos três estados, desde sua partida de Jaguarão até o retorno ao Sul, o General Gumercindo Saraiva e suas tropas percorreram a cavalo, um trajeto de mais de 3 000 km.
Em 27 de Junho de 1894 enfrentou sua última grande batalha. No dia 10 de Agosto morreu com um tiro no tórax, de tocaia, antes de iniciar a Batalha do Carovi, no lugar que ficou conhecido como Capão da Batalha, em área hoje situada no município de Capão do Cipó.
Numa guerra de barbáries em ambos os lados, dois dias depois de enterrado, no cemitério Santo Antônio de Capuchinhos, atual município de Itacurubi, seu corpo foi retirado da cova, teve a cabeça decepada e levada em uma caixa de chapéus ao governador Júlio de Castilhos. Seu corpo, mais tarde, foi levado e sepultado no cemitério municipal de Santa Vitória do Palmar, sem a cabeça.

## As consequências da retirada de Gumercindo
Quando da chegada das tropas de Gumercindo Saraiva à Desterro (hoje, Florianópolis) e Curitiba, as tropas florianistas deixaram as cidades desguarnecidas, abandonaram suas defesas e recuaram, deixando somente alguns soldados na retaguarda e a população entregue à própria sorte. Em ambas as cidades, a elite política, comerciantes e industriais, resolveram, para evitar saques, mortes e estupros, fazer um acordo com Gumercindo Saraiva, neste, as tropas dos Maragatos, respeitariam um acordo de não violência e em troca a população pagaria um tributo de guerra. O acordo foi estabelecido e a população foi poupada.
Mas os federalistas, depois de sucessivas lutas, são derrotados e, com a volta das tropas legais foi feito um sangrento "acerto de contas". Este "acerto de contas" se dava em resposta às sucessivas ações de extremismo por parte dos federalistas liderados por Gumercindo Saraiva, que são marcadas por cenas de brutalidade: "A soldadesca apresentava-se seminua e entrava nas casas para arrancar cortinas para fazer vestimentas. Além da pilhagem, estupravam mulheres de qualquer idade e submetiam os homens a maldosos constrangimentos, inclusive com degolas praticadas sem nenhuma piedade. As marcas dessa violência foram praticadas em Lages, Blumenau, Itajaí, Desterro, São Francisco, Jaraguá e São bento" 
Em Curitiba, diante da iminência do ataque, o povo recorreu ao Barão do Serro Azul (Ildefonso Pereira Correia), pois nenhum outro líder inspirava confiança. O governo estava acéfalo. Formou-se uma Junta Governativa do Comércio, sob a chefia de Serro Azul, habilitado a conter os excessos de uma cidade despoliciada e aturdida. Criaram o empréstimo de guerra e foram a Gumercindo Saraiva negociar a invasão de Curitiba.
O mesmo aconteceu em Desterro, onde o Barão de Batovi (Manoel de Almeida Coelho da Gama Lobo d'Eça) presidiu uma tumultuada e histórica reunião realizada no dia 29 de setembro de 1893, durante a qual optou-se pela capitulação frente aos navios da Armada, amotinados contra o Vice-presidente da República, no exercício da presidência, Floriano Peixoto. Batovi não fez senão render-se às aspirações dos habitantes de Desterro apavorados e subitamente envolvidos em tão espetaculares acontecimentos.
E, as até então pacatas Curitiba e Desterro, entram para a lista negra de Floriano Peixoto.
Em defesa do governo da República, o marechal Floriano nomeia e manda para Santa Catarina, o impetuoso tenente-coronel de Infantaria do Exército. Antônio Moreira César, nome que a historia celebra pelas alcunhas de Corta-Cabeças, sujeito diagnosticado com epilepsia e que apresentava quadros de alterações espontâneas. Ao mesmo tempo tropas do coronel Pires Ferreira ocupam Curitiba, abandonada pelos revoltosos e o comandante do distrito militar, general Ewerton de Quadros, impunha a lei marcial.

No Paraná, dezenas de pessoas, entre civis e militares foram executados sumariamente, já em Santa Catarina esse número subiu para cerca de 300 pessoas.

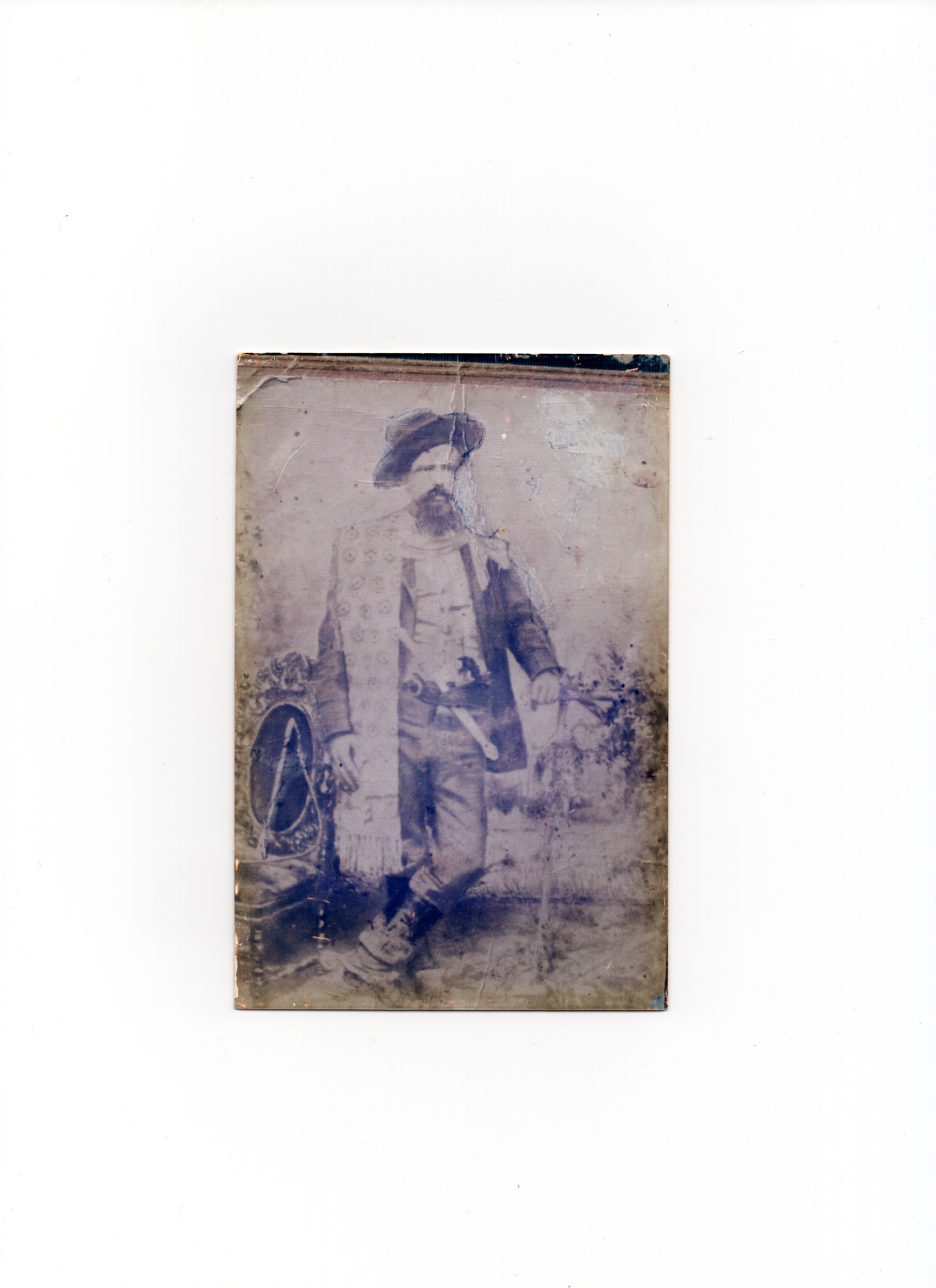
Gumercindo

## O reconhecimento histórico
A propaganda de guerra governista acusou-o de atrocidades, fato esse que foi desmentido por centenas de testemunhos, inclusive de inimigos políticos seus. Pois em casos de abusos cometidos por seus comandados, punia exemplarmente, como o foi com o soldado Diniz. Em estudo realizado numa pesquisa da Escola de Comando e Estado-Maior do Exército (ECEME), foi considerado o maior líder de combate dessa Revolução.

## Correlatos

### Representações na cultura
Na literatura brasileira (romance histórico):
- Elmar Bones e Tabajara Ruas. A cabeça de Gumercindo Saraiva. 1.ed. Editora Record, 1997. 226 p. ISBN 8501051284
- M.V.Bortolli. Quando Meninos Viram Homens. 1.ed. BZ Editora, 2013, 424 p. ISBN 978-85-66860-00-9

No cinema:
- No filme O Preço da Paz foi interpretado por Lima Duarte

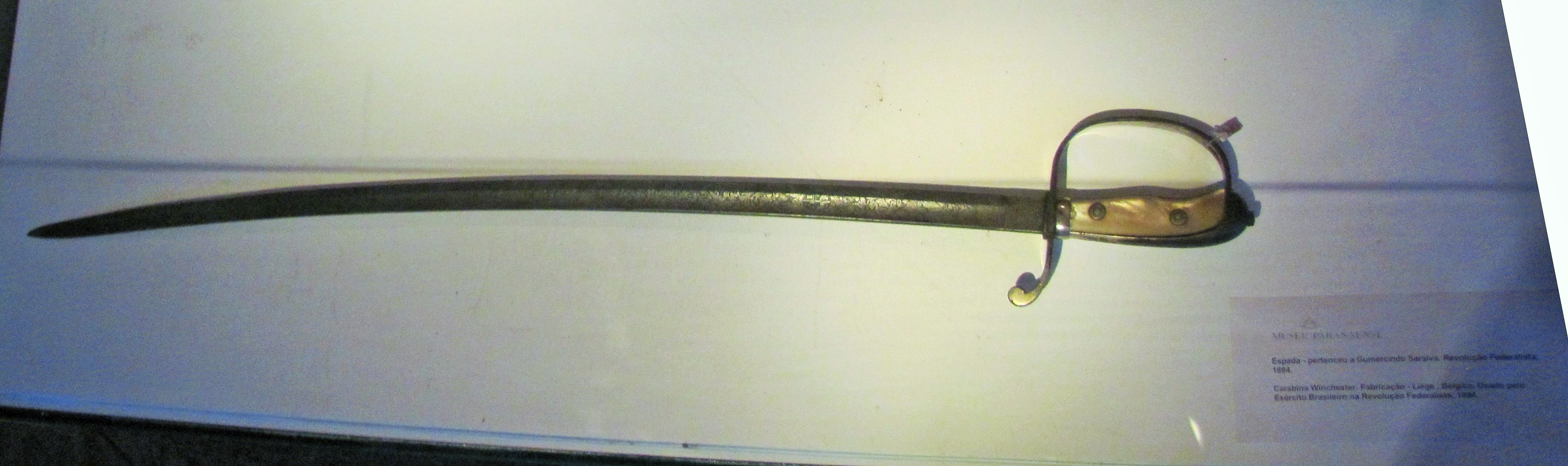
Sabre de Gumercindo Saraiva, acervo do Museu Paranaense.

### Sabrede Gumercindo Saraiva
O Museu Paranaense foi invadido durante a tomada de Curitiba pelos maragatos, sendo levadas diversas peças de seu acervo (armas e moedas). E ao receber reclamação pelo fato, a título de ressarcimento, Gumercindo Saraiva doou seu sabre ao Museu (onde se encontra até hoje).